# 日曜日は女子ゴルフな日
『日曜日は女子ゴルフな日』（にちようびはじょしごるふなひ）は、2023年3月5日から2023年5月28日まで中京テレビ放送で放送されていたスポーツ番組、ゴルフ番組である。放送時間は毎週日曜16：55-17:25、。

## 概要
冒頭でその週のトーナメント結果を速報後、特集コーナーでは毎週1名出演し、こだわりやオフのトレーニング等を語る

## 放送時間
いずれも日本標準時。
- 毎週日曜 16:55 - 17:25 （2023年3月5日 - ）

## 出演者
MC（司会者）
- 藤森慎吾（オリエンタルラジオ）

解説
- 有村智恵（女子プロゴルファー・ツアー14勝）

ツアープロ毎週1名